# Lago Squam
El Lago Squam (en inglés: Squam lake) es un lago ubicado en la región de lagos en Nuevo Hampshire, los Estados Unidos, en el sur de las montañas Blancas. Está entre los condados de Grafton, Carroll, y Belknap. El pueblo más grande del lago es Holderness. El lago está noroeste del lago Winnipesaukee.
Desagua por un canal corto y natural en el lago Squam pequeño, luego pasa por una presa en la cabeza del río Squam corto al río Pemigewasset en Ashland. El lago cubre 6,791 acres y es el segundo más grade lago completamente ubicado en Nuevo Hampshire.
Originalmente, el lago era llamado Keeseenunknipee, que significa "el lago del ganso en las tierras altas". Los colonos blancos acortaba el nombre a "Casumpa", "Kusumpy" y/o "Kesumpe" alrededor de 1779. A principios del siglo XIX, el lago también era llamado Asquam, un nombre Abenaki que significa "agua". A principios del siglo XX, el nombre era acortado a Squam, el nombre vigente.
El lago Squam es menos comercializado del lago Winnipesaukee, que tiene atractivos a orillas del lago en Meredith, la playa de Weirs y otros lugares. En contraste con Winnipesaukee, hay pocas empresas a orillas de Squam. La asociación de los lagos Squam dirige solamente cuatro sitios de la botadura en el lago para guardar la tranquilidad y la intimidad.
La película En la laguna dorada era grabado en el pueblo de Center Harbor en el lago Squam. Hay dos servicios del tour de barco, los dos están ubicados en Holderness. Uno, Experience Squam, es un alquiler privado, el otro es dirigido por el centro de la ciencia natural de los lagos Squam. Los dos servicios recorren ubicaciones del rodaje y lugares con importancia natural.
Los colimbos grandes anidan en el lago Squam y es común verlos con plumaje reproductivo en el verano. También, los águilas calvas y las garzas azules anidan en el lago.
El lago es clasificado como una pesquería de agua fría y de agua tibia. La trucha arcoíris, el salmón común, Salvelinus namaycush, el corégono de lago, Micropterus dolomieu, la perca americana, Esox niger, el barbú torito, y Morone americana han sido observado en el lago Squam.

## Las Islas
Hay aproximadamente treinta islas llamadas y muchos islotes sin nombre. Las islas llamadas son:
- Basin Island
- Birch Island
- Bowman Island
- Carnes Island
- Chocorua (Church) Island
- Duck Island
- Great Island
- Groton Island
- High Haith (243 acres (98 ha), la isla más grande, pero solamente está separado de la tierra firme por una zanja estrecho con un puente)
- Hoag Island
- Hubble Island
- Kate Island
- Kent Island
- Kimball Island
- Laurel Island
- Little Loon Island (los águilas calvas anidaron aquí en 2003, 2005, 2006, 2012)
- Long Island
- Loon Island
- Merrill Island
- Mink Island
- Mooney (or Moon) Island
- Mouse Island
- Otter Island
- Perch Island
- Potato Island
- Sheep Island
- Three Sisters (tres islas separadas)
- Utopia Island
- Yard Island[3]